# Helvetic Airways
Helvetic Airways är ett schweiziskt flygbolag baserat i på Zürichs internationella flygplats i Kloten.
Flygbolaget flyger till destinationer i Europa och norra Afrika, främst semesterdestinationer, men även till affärsdestinationer. Helvetic Airways flyger även reguljärflyg på uppdrag av Swiss International Air Lines med sin flotta av Fokker 100-flygplan. I oktober 2010 meddelade de schweiziska medierna att flygbolaget skapat en ny bas på Bern flygplats.

## Historia
Helvetic Airways bildades hösten 2003 som en omprofilering och utvidgning av det befintliga flygbolaget Odette Airways för att flyga till destinationer i sydöstra Europa. Schweiz första lågprisflygbolag inledde sin verksamhet i november med ett Fokker 100 och flög till 3 destinationer. År 2004 hade flottan vuxit till 7 flygplan. Linjenätet har kontinuerligt expanderat sedan dess.
I samband med en ekonomisk omstrukturering av flygbolaget i mars 2006 förvärvade investmentbolaget Patinex AG samtliga aktier i Helvetic Airways AG.
I december 2014 började Helvetic Airways flyga Embraer 190 som de köpte från Niki Airlines.
I Oktober 2019 tog Helvetic leverans av deras första Embraer 190-E2

## Flotta
I Januari 2020 bestod Helvetic Airways flotta av följande flygplan: